# Casinaria vadosa
Casinaria vadosa là một loài tò vò trong họ Ichneumonidae.